# Thionia bifasciatifrons
Thionia bifasciatifrons är en insektsart som beskrevs av Melichar 1906. Thionia bifasciatifrons ingår i släktet Thionia och familjen sköldstritar. Inga underarter finns listade i Catalogue of Life.